# Таракановка (приток Москвы)
Тарака́новка — река на северо-западе Москвы, левый приток реки Москвы (ряд источников также рассматривает её как приток Ходынки). Протекает по территории районов Войковский, Сокол, Хорошёвский и Хорошёво-Мнёвники. Почти на всём протяжении заключена в подземный коллектор.

## Гидрография

Таракановка на карте 1931 года

Длина реки составляет 7,8 км, площадь водосборного бассейна — 18,3 км². Начинается севернее бывшего Всехсвятского болота в районе улицы Зои и Александра Космодемьянских, пересекает полотно Рижского направления Московской железной дороги, Ленинградский проспект, Песчаную улицу и Песчаный переулок. Затем река течёт вдоль Улицы Сальвадора Альенде и путей Окружной железной дороги. Далее пересекает Хорошёвское шоссе, Окружную железную дорогу, Звенигородское шоссе и впадает в Москву-реку в районе 2-го Силикатного проезда. Входит в состав бассейнового региона «Неглинка—Таракановка».
Два наиболее крупных притока Таракановки — Амбулаторный ручей и Ходынка (оба впадают слева). В районе развилки Ленинградского и Волоколамского шоссе в неё впадает Амбулаторный ручей, вытекающий из Амбулаторного пруда. У Песчаного переулка Таракановка принимает воды реки Ходынки.
Большей частью река протекает в подземном коллекторе. Небольшие открытые участки реки сохранились в районе Хорошёвского и Звенигородского шоссе. Ширина открытого русла у Хорошёвского шоссе составляет 6 м, глубина — от 0,6 до 1 м. Скорость течения в этом месте составляет 0,7 м/с.
На берегах Таракановки ранее находились деревня Коптево и село Всехсвятское, позднее — дачная местность. В 1930—1940-х годах было засыпано болото в верховьях реки. На правом берегу реки на 7-м Песчаном переулке был знаменитый сиреневый сад Леонида Колесникова. В феврале 1953 года в районе Новопесчаной улицы начались работы по заключению реки в коллектор. В концу 1960-х в коллекторе находилась бо́льшая часть течения реки.

## Название
Предположительно, название реки произошло от антропонима (как и фамилия Тараканов). Есть мнение, что топоним Таракановка появился в 1920-е годы, однако эта версия ошибочна. Река Таракановка упоминается в дореволюционной литературе и она присутствует на планах бывшего села Всехсвятского. С топонимом Таракановка связаны названия Таракановской улицы, а также 1-го и 2-го Таракановских переулка, существовавших возле реки до 1950-х годов.
Существуют споры по поводу того, является ли Таракановка притоком Ходынки или наоборот. Так на дореволюционных картах нижнее течение реки носит название «Ходынка», а на послереволюционных — «Таракановка». Также есть мнение, что «Таракановка» — это неофициальное разговорное название Ходынки. В данный момент Ходынка считается притоком более крупной Таракановки, впадая в неё под землёй на 60 м выше бывшего снегосброса на Песчаном переулке (против течения).

## Состояние реки

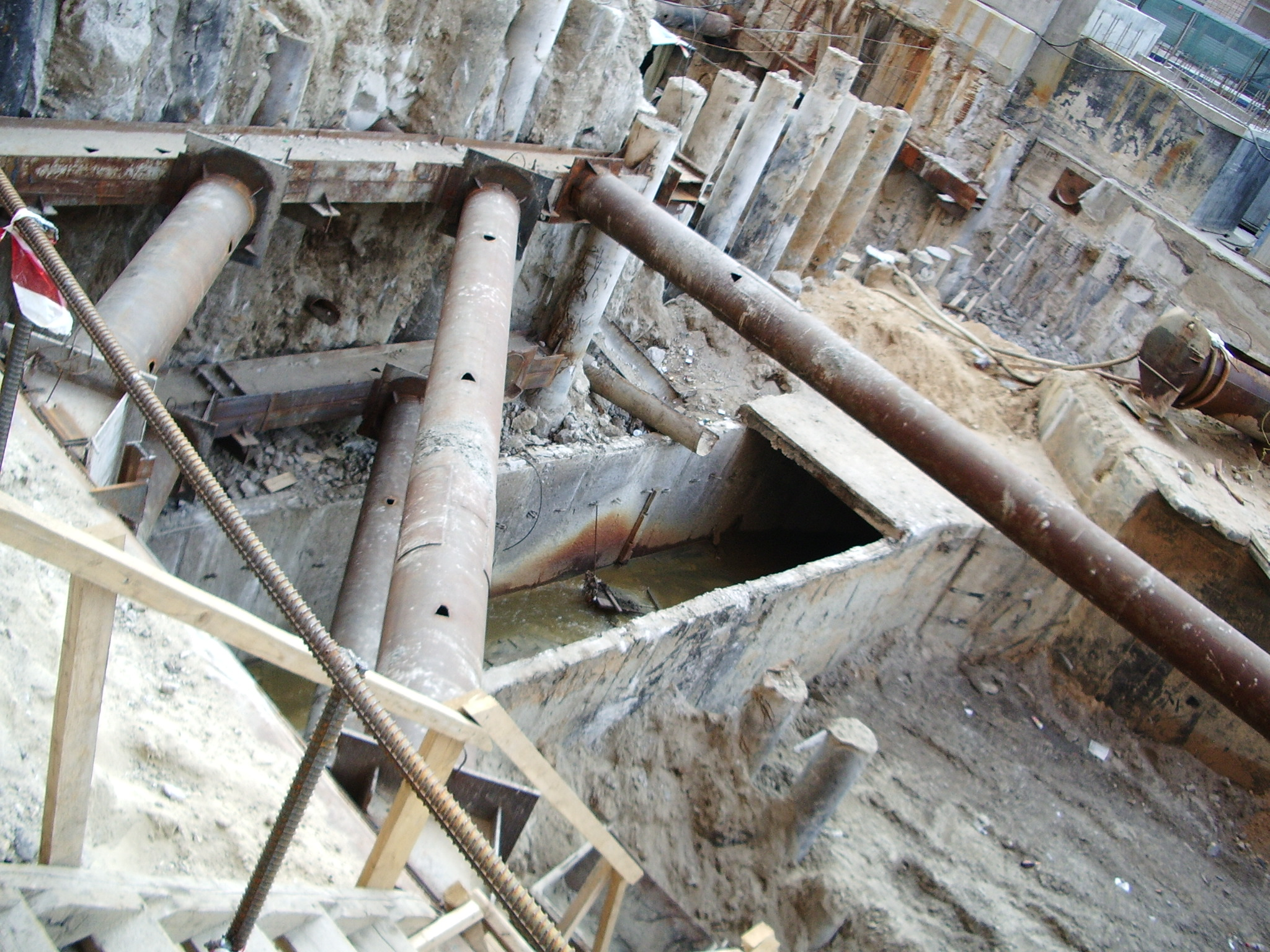
Таракановка в коллекторе над Алабяно-Балтийским тоннелем

Вдоль течения Таракановки расположено большое количество промышленных предприятий, которые сбрасывают в неё свои отходы. По данным «Мосэкомониторинга», в последние годы Таракановка является одной из самых загрязнённых рек Москвы. Вода в устье реки оценивается по классу качества как «очень грязная». Поэтому Таракановка впадает в Москву-реку не напрямую, а предварительно проходит через специальное очистное сооружение «Таракановское».

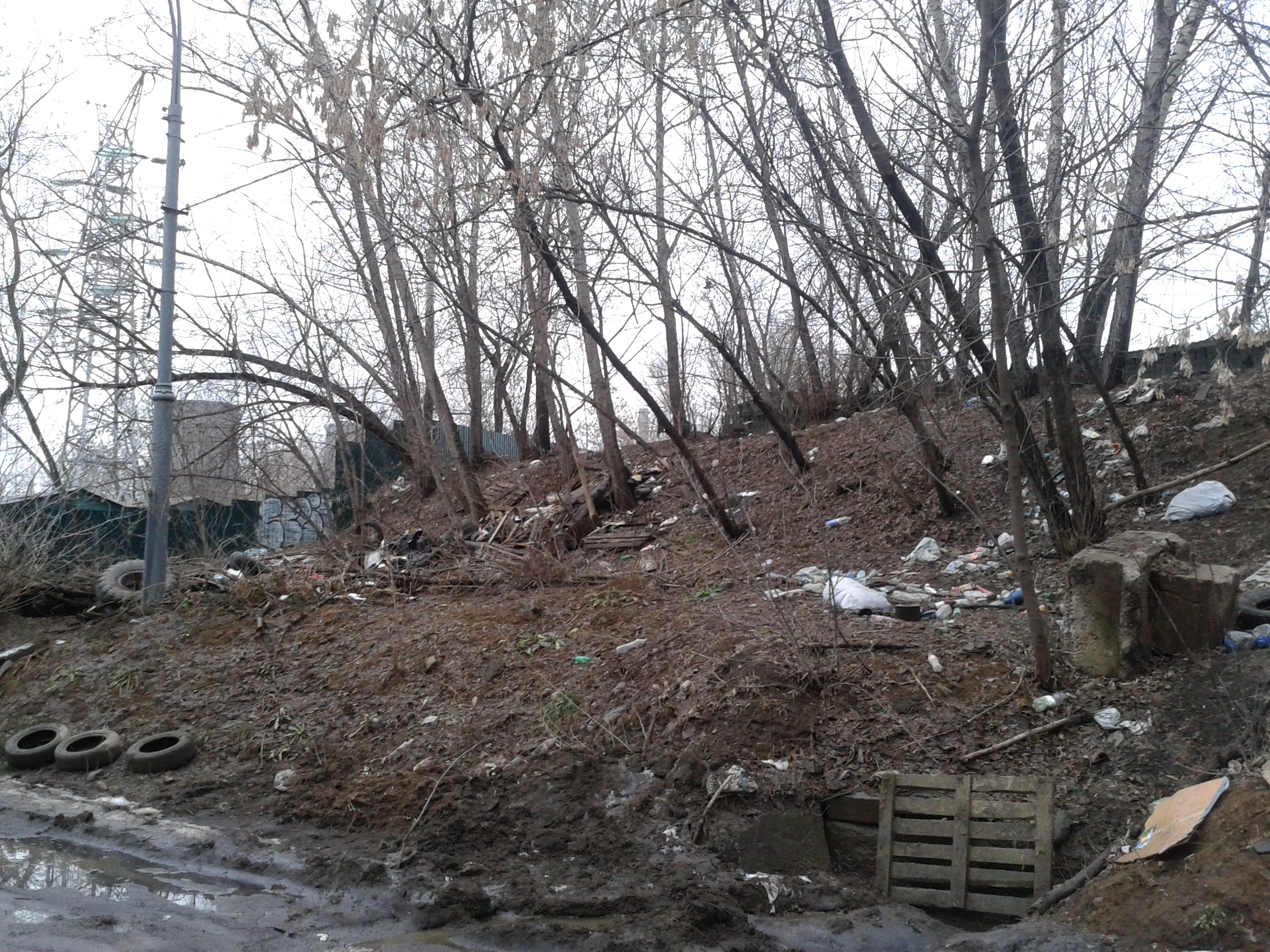
Загрязнённая местность у приёмного коллектора Таракановки в районе Хорошёвского шоссе

Участок русла реки в районе станции метро Сокол сильно заилен (слой ила глубиной от 0,5 до 1 м). К загрязнению коллектора привели строительные работы по сооружению транспортной развязки на Соколе. Согласно предположениям специалистов, в реку сливают воду с примесью цемента, однако представители строительной организации это отрицают.
Засорённость Таракановки приводила к дополнительным сложностям при строительстве Волоколамского и Алабяно-Балтийского тоннелей, проходящих под коллектором реки. После проливных дождей возникали небольшие подтопления. Поэтому было решено совместить работы по очистке русла Таракановки со строительством тоннелей.

## Происшествия

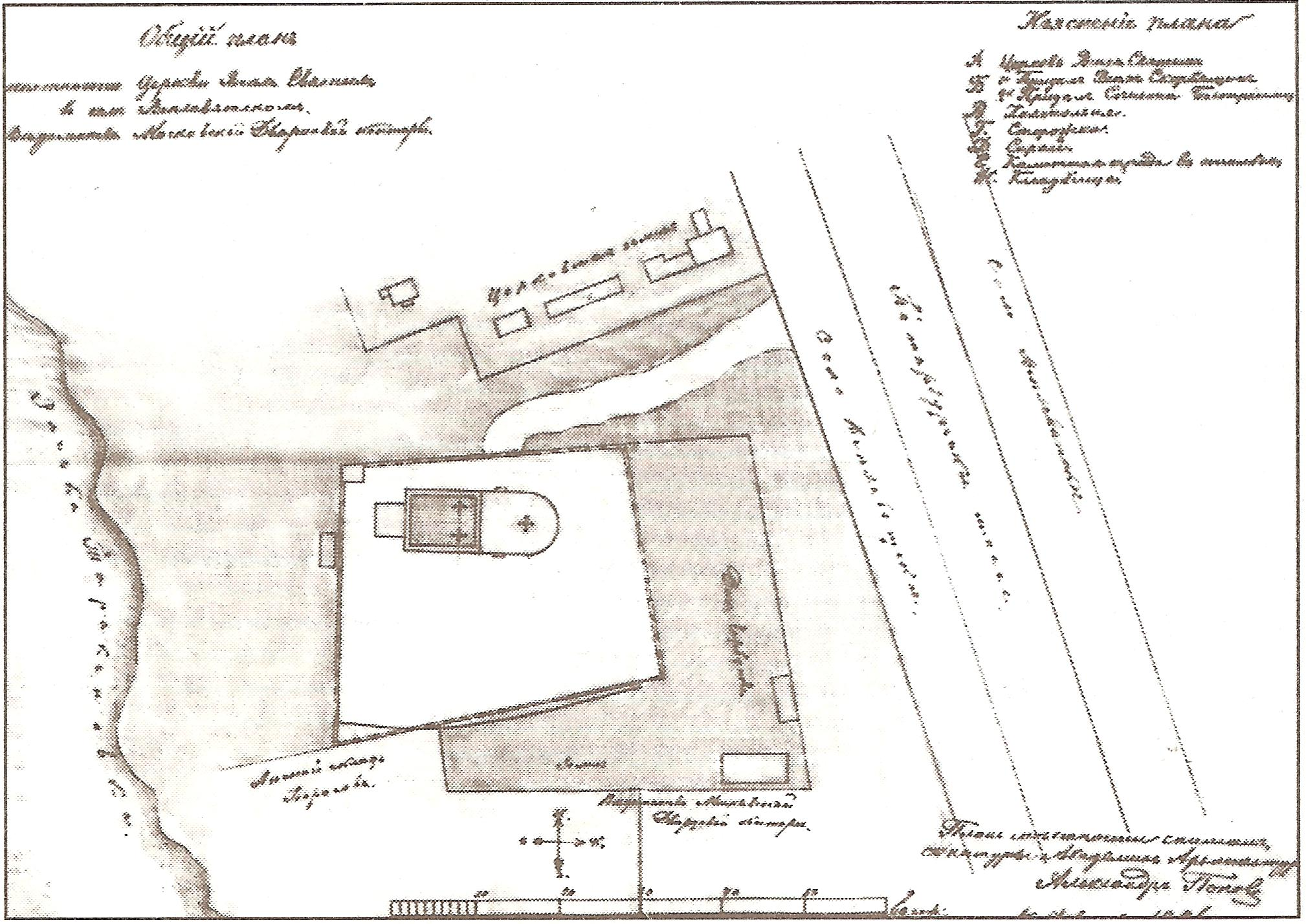
Карта окрестностей церкви Всех Святых во Всехсвятском (1886 год). Слева отмечена речка Таракановка

Коллектор Таракановки является популярным местом для экспедиций диггеров. Одна из таких экспедиций закончилась трагедией. 11 августа 2000 года три человека вошли в коллектор Таракановки в районе Хорошёвского шоссе и пошли вверх по течению в сторону Сокола. Спустя некоторое время на улице начался ливень, и по реке пошла коллекторная волна. Двоим удалось выбраться на поверхность через колодец, но 21-летнего Тараса Тихоненко смыло потоком, и он утонул.
Другой инцидент произошёл в ночь на 23 мая 2010 года. 33-летняя москвичка Ирина Недокунева провалилась в незакрытый люк коллектора реки Таракановки на территории гаражного комплекса на улице Зорге. Течением её унесло на несколько сотен метров. На поиски и спасение женщины ушло 8 часов. Спасатели обнаружили её в районе дома № 5 по улице Зорге. Женщина осталась жива, хотя и получила несколько серьёзных травм.

## Достопримечательности
Рядом с руслом реки расположен Храм Всех Святых во Всехсвятском. Вдоль реки находилось Братское кладбище павших в Первой мировой войне. После революции кладбище было ликвидировано и превращено в парк. Ныне там Мемориально-парковый комплекс героев Первой мировой войны.
В XVIII веке по течению реки было устроено пять плотин, и в образовавшихся прудах местные жители ловили рыбу. Самый известный из прудов был устроен рядом с садом владельца села Всехсвятского, грузинского царевича Александра Арчиловича. Так он описывается в исторической брошюре конца XIX века: «летом река Таракановка совсем высыхает. Около церкви на этой речке и до сей поры сохранилась запруда, благодаря которой в этом месте она образует озеро, среди которого и теперь ещё есть островок, но уже без беседки, в которой певали цыгане.». Неподалёку находились два «Стерляжьих» пруда, которые были выкопаны по приказу царевича для разведения стерлядей.